# Emmanuel Lochac
Emmanuel Lochac, dit Loschack, né à Kiev le 27 mars 1886, mort à Nice le 10 novembre 1956, est un écrivain et poète français d'origine ukrainienne.

## Biographie
Emmanuel Lochac nait à Kiev le 27 mars 1886, de Joseph Loschack (translittération approximative d'un nom, écrit en alphabet cyrillique, qui signifie mulet en slave) et Sonia Zudkowitch. En 1894, sa famille émigre en France et s'installe à Paris, rue François-Miron. Il fréquente l'école communale de garçons située rue des Hospitalières-Saint-Gervais. Son père, érudit et polyglotte, joue un rôle certain dans son éducation.
En 1898, lui nait un frère, Georges. Étant de santé fragile, atteint de tuberculose pulmonaire, il fait entre 1901 et 1914 de fréquents séjours en sanatorium, en particulier à Cimiez, près de Nice. En 1906, il rencontre à Villiers-le-Bel Albertine Cornet, qui a alors quatorze ans, et qu'il épousera en 1922. En 1914, considéré comme guéri, il revient de Nice à Paris, tente en vain de s'enrôler dans la Légion étrangère, et s'inscrit à l'École du Louvre. En 1919, encouragé par Han Ryner, il publie son premier livre. En 1922, il épouse Albertine Cornet, reste installé à Paris, fréquente Han Ryner et Jean de Gourmont, puis Jean Royère et Valery Larbaud en 1924. Il s'établit alors 13 rue Édouard-Manet, mais conserve pour ses activités professionnelles, leçons et traductions — en particulier du portugais —, un bureau avenue de la Sœur-Rosalie, au domicile de ses parents. Il publie dans diverses revues : La Flandre littéraire, La Revue nouvelle, Les Cahiers du Montparnasse.
En 1931, il s'établit à Fontenay-sous-Bois, 53 rue du Clos-d’Orléans. Sa mère meurt en 1934, époque où il fait la connaissance de Sully-André Peyre. En 1936, il publie ses Monostiches. En 1940, l'occupation de la France coïncide avec la mort de son père. Il a alors une vie à risque, du fait de ses origines juives et de sa nationalité russe, mais il continue à fréquenter des lieux publics parisiens tout en refusant de porter l'étoile jaune et étant démuni de papiers d'identité. Il finit par entrer dans la clandestinité, et se réfugie à Marolles-en-Brie. Il cesse alors temporairement de publier.
En 1945, recruté par le poète Charles Tillac, il entre au jury de la Société littéraire des PTT. En 1947, il est reconnu par Jean Paulhan dans son anthologie Poètes d'aujourd'hui. Entre 1948 et 1956, il publie sept livres. À la même époque, il fréquente le groupe Les Poètes inactuels, qui donnera naissance, avec Jacques-Gustily Krafft, au groupe Le Poisson d'Or, devenu ultérieurement Le Cercle Aliénor, cercle d'esthétique qui à ce jour existe encore. En 1955, Alberte Lochac ayant pris sa retraite, il s'installe à Nice, où il meurt le 10 novembre 1956 d'un accident cardiaque.